# Коларово (Томская область)
Коларово — село в Томском районе Томской области России, входит в состав Спасского сельского поселения.

## Физико-географическая характеристика
Село расположено на правом берегу реки Томи, в 15 км выше города Томска. 
Рядом с селом расположено несколько памятников природы (ООПТ регионального значения). 

### Синий Утёс

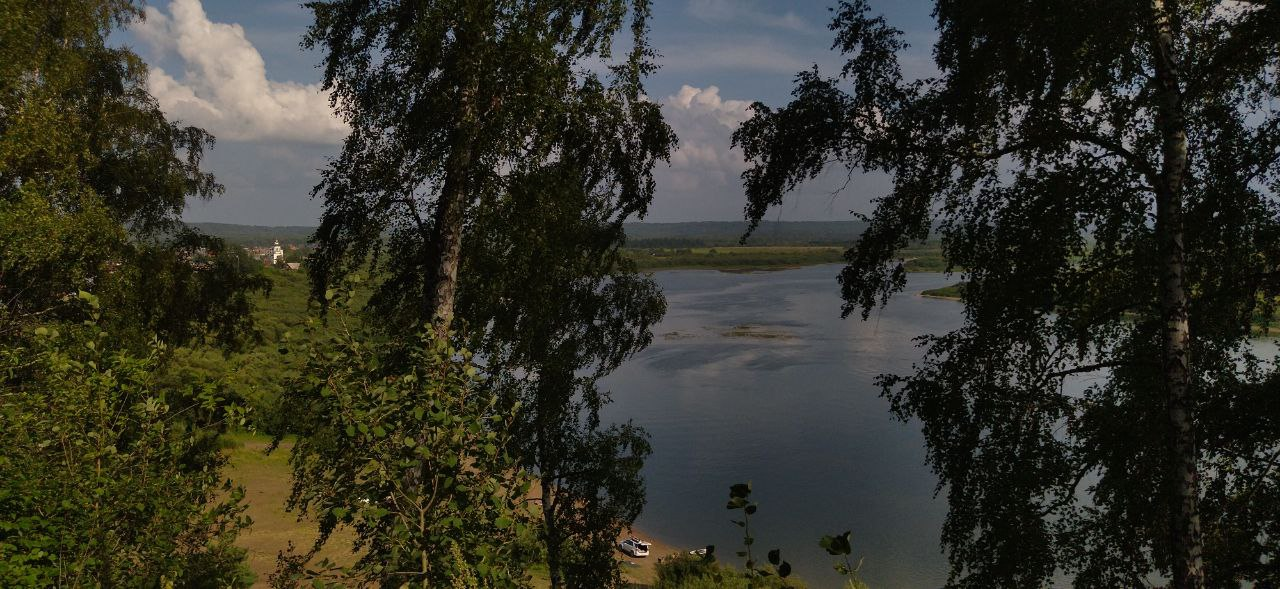
Панорамный вид на село Коларово и реку Томь из посёлка Синий Утёс

Название памятника и одноимённого посёлка восходит к сизоватому цвету глинистого сланца, из которого сформирован утёс. Данное обнажение пород относится к глубоководной морской фации, здесь можно встретить различные морские окаменелости: раковины моллюсков и брахиопод.

### Склон с реликтовой растительностью у села Коларово
Это уникальный фрагмент перисто-ковыльной степи, который восходит к плейстоценовому комплексу и свидетельствует о существовании здесь ранее степей.

### Коларовские водно-болотные угодья имени С.С. Москвитина
Представляют из себя сложную сеть старичных озёр, которые меняют свой облик с сезонными разливами. Оборудованы экотропой и площадкой для наблюдения за птицами. В 2020 году получили название в честь известного томского орнитолога Сергея Степановича Москвитина, директора зоологического музея ТГУ.
Водные угодья представляют особый интерес для экологов и орнитологов, поскольку являются местом гнездования многих краснокнижных птиц, также здесь останавливаются на отдых различные перелётные виды. Здесь обитает 21 вид животных, занесенных в Красную книгу Томской области — 7 из них внесены в Красную книгу РФ.
Однако с сентября 2019 года охраняемая территория оказалась под угрозой в связи с разработкой месторождения гравия «Ржавцы», что вызвало протесты и широкий общественный резонанс. По утверждению местных жителей, был вырублен кедровый лес, а также выкопан карьер на глубину более 8 метров: начала уходить вода из болот, что может привести к изменению экосистемы.

## История
Село было основано в 1620 году на месте казачьей заставы 1609 года, защищавшей Томск с южной стороны, и называлось Спасское.
Являлось центром одноимённой волости. 
19 октября 1923 года было переименовано в честь болгарского государственного деятеля, секретаря Коминтерна Васила Коларова. 
Со времени Гражданской войны было центром Спасского сельсовета,  переименованного в 1923 году в Коларовский вслед за своим центром . В 1982 году центр сельсовета был перенесён в Зональную станцию с сохранением, однако, его прежнего названия.
В 2000-е годы с подачи губернатора Кресса предпринимались попытки вернуть селу историческое название, но по разным причинам они увенчались лишь половинчатым успехом — в официальных источниках село часто стали называть двойным именем — Спасское-Коларово.
На данный момент село является популярным туристическим направлением для томичей и гостей города благодаря своим археологическим, природным и архитектурным достопримечательностям. Силами местных жителей был даже организован небольшой неофициальный краеведческий музей с экспозицией «Спасская старина».

## Достопримечательности

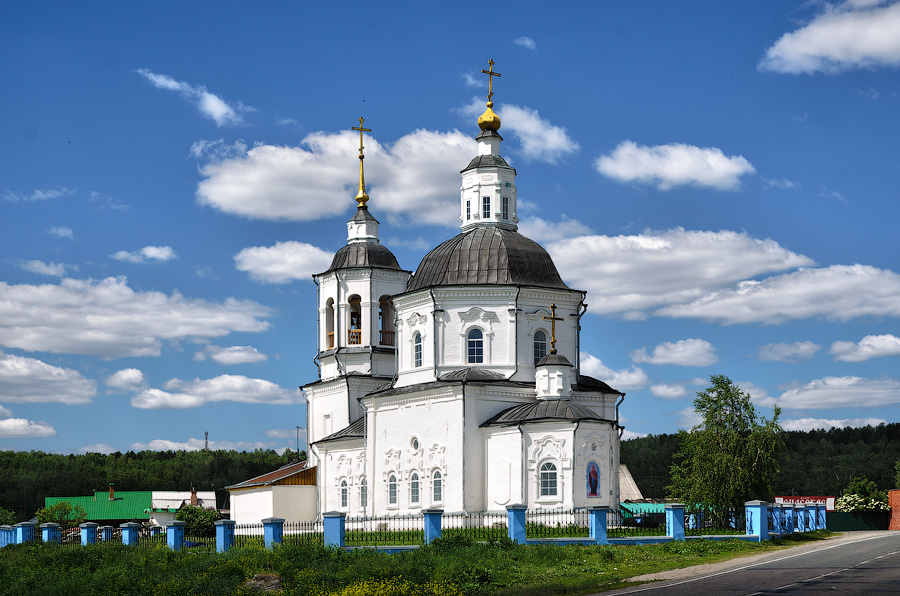
Храм Спаса Нерукотворного образа (Спасский)

### Храм Спаса Нерукотворного Образа
Главной достопримечательностью села является Спасский храм. Он строился 16 лет и был освящен 11 июня 1799 года.
Выполнен в стиле сибирского барокко: из декора можно выделить прихотливые барочные сандрики над окнами и незатейливые пилястры на углах. В целом типология храма широко распространенная и мало чем отличается от подобных церквей конца XVIII века: над кубическим наосом возвышается восьмигранный барочный купол с фонариком, которому вторит более узкая и вытянутая колокольня над притвором такой же восьмигранной формы. Богоявленский собор в Томске представляет собой схожий тип пространственно-объёмного решения.
С 1799 по 1936 в храме находилась местночтимая чудотворная икона Спаса Нерукотворного, написанная якобы в 1666 г. томским иконописцем Герасимом Ивановым. По крайней мере, сведения о данном иконописце зафиксированы в справочной книге по Томской епархии, где сообщается, что в 1680 году иконник с таким именем «поновил старую икону Богоматерь Знамение», которая располагалась на Воскресенской воротной башне верхнего Томского острога — создавал ли тот же мастер икону Спаса, останется, скорее всего, неразрешимым вопросом. Образ был утерян в советские годы, так как в 1930 году храм был закрыт, а позже в нём устроили клуб и зернохранилище. Восстанавливать здание начали в 1970-х, но не для отправления культа, а для создания музея часов (не удалось). Церковь вновь открылась в 1990 году.

### Археологические памятники

#### Коларовский курганный могильник
Могильник находится в 3 км на севере от Коларово. Памятник был известен с конца XIX века, однако не исследовался до 1978 года, когда было впервые раскопано 12 курганов диаметром от 3 до 7,5 метров в ходе археологической экспедиции ТГУ под руководством Людмилы Михайловны Плетнёвой, специалиста по археологии Томского Приобья.
Основная масса захоронений датируется поздним средневековьем (XVI век). В погребениях сохранился инвентарь: найдены железные и костяные наконечники стрел, железные ножи, тесло, а также остатки одежды и обуви, украшения (бусы, перстни, серёжки, бронзовые подвески).

Водно-болотные угодья рядом с селом Коларово: заливные луга меняют свой облик в течение года.

Однако средневековые курганы созданы не на пустом месте, а на более раннем культурном слое эпохи поздней бронзы: под одним курганом было найдено захоронение в ящике из плит глинистого сланца, который как раз выходит на поверхность в районе Синего утёса. Также за пределами курганов найдены черепки керамики и остатки каменного инвентаря, которые относятся к ирменской культуре — в 100 метрах от могильника найдено поселение эпохи поздней бронзы.

#### Коларовское городище II
Находится в 3 км на севере от Коларово. Датируется поздним средневековьем. Городище защищено рвом и валом, с двух сторон укреплено земляными насыпями, канавами и рвами. Культурный слой насыщен керамикой и железным шлаком. Были раскопаны три жилища площадью 6-14 квадратных метров, по найденным фрагментам керамики городище было также датировано серединой II тыс. н.э.

#### Поселение Коларовское IV (Коларовские находки)
Памятник находится на берегу Зырянской протоки р. Коларово. Датируется ранним железным веком.

## Население
| 2002 | 2008 | 2009 | 2010 | 2011 | 2012 | 2013 | 2014 | 2015 |
| ---- | ---- | ---- | ---- | ---- | ---- | ---- | ---- | ---- |
| 333  | ↘324 | ↗325 | ↗329 | ↘299 | ↗312 | ↗319 | ↗329 | ↗336 |
| 2021 |      |      |      |      |      |      |      |      |
| ↗376 |      |      |      |      |      |      |      |      |

На 1 января 2023 г. численность населения составила 380 чел.

## Автомобильная инфраструктура

### Улицы
- Береговая
- Кооперативная
- Луговая
- Набережная
- Новая
- Садовая
- Светлая
- Советская
- Солнечная
- Центральная

### Переулки
- Новый
- Светлый
- Спасский
- Школьный

### Дороги
Через село проходит Коларовский тракт.